# Вајт Хаус Стејшон (Њу Џерзи)
Вајт Хаус Стејшон (енгл. White House Station) насељено је место без административног статуса у америчкој савезној држави Њу Џерзи.

## Демографија
По попису из 2010. године број становника је 2.089, што је 138 (7,1%) становника више него 2000. године.
| Група             | 2000.         | 2010.         |
| Белци             | 1.841 (94,4%) | 1.833 (87,7%) |
| Афроамериканци    | 17 (0,9%)     | 59 (2,8%)     |
| Азијати           | 19 (1,0%)     | 64 (3,1%)     |
| Хиспаноамериканци | 50 (2,6%)     | 110 (5,3%)    |
| Укупно            | 1.951         | 2.089         |